# Суоненйоки
Су́оненйоки (фин. Suonenjoki) — город в провинции Северное Саво в Финляндии.
Численность населения составляет 7 598 человек (2010). Город занимает площадь 862,35 км² из которых водная поверхность составляет 148,77 км². Плотность населения — 10,65 чел/км².